# 澀川義滿
澁川義滿（?—1573年3月20日），日本戰國時代的武將。因為是足利氏的傍流澁川氏的當主，因此是足利將軍家的御一家。備後國小童山城城主。父親是澁川義正。
名諱中的「義」字是足利將軍家賜予的通字，「滿」字是祖先澁川滿行、滿直父子受室町幕府第3代將軍足利義滿下賜的偏諱。

## 生平
生年不詳。澁川氏並非全是足利氏的支流，其中一家是室町幕府第2代將軍足利義詮的正室幸子（義滿的養母）的生家，在足利氏一門中，亦是作為將軍家家族的名門。另外，母親是安藝國國人毛利弘元的女兒，因此得到毛利家保護，但是沒有作為家臣的記錄，始終以將軍家一門的名族的身份，作為客將以保持家名。永祿5年（1562年），備後守護由毛利隆元擔任。因為是九州探題家澁川氏的末裔，在毛利家家中被稱為今探題。
在元龜4年（1573年）死去。名族澁川氏斷絕。
根據『藝藩通志』中記述，有兒子新衛門歸農，真偽不明。女兒在毛利輝元仲介下，成為舊守護大內氏的庶家兼毛利氏家臣冷泉元滿（冷泉隆豐的次男）的正室。